# Gelug
Gelug (tyb. དགེ་ལུགས་པ།, Wylie: dge lugs pa, ZWPY: Gêlug-pa; nazwa po tybetańsku oznacza system szlachetności) – jedna z czterech głównych tradycji (szkół, obrządków) buddyzmu tybetańskiego nauczających hinajany, mahajany i wadżrajany. Tradycja również nazywana jest "Nową Kadampą" ze względu na to, że rdzeniem jej nauk są przekazy tradycji kadam, jest również zwana jako tradycja "Gandenpa", ponieważ pierwszym jej klasztorem był Ganden założony w 1409 przez Tsongkhapę, a zwierzchnicy gelugpy to Ganden Tripowie pochodzący właśnie z tego klasztoru (obecnie Ganden funkcjonuje również na uchodźstwie w Indiach). Wyznawców tej tradycji zwie się również żółtymi czapkami ze względu na charakterystyczne ceremonialne nakrycia głowy oznaczające rangę w edukacji monastycznej.
Szkołę gelug założył Je Tsongkhapa Losang Drakpa (1357-1419), którego uczeń Gendyn Durba jest uważany za pierwszego dalajlamę. Powszechnie uważa się, że zwierzchnikiem tej szkoły jest aktualny XIV dalajlama, Tenzin Gjaco, jednak jest to mylny pogląd - stanowisko to piastuje lama Ganden Tripa, "Dzierżawca Złotego Tronu z klasztoru Ganden". Natomiast dalajlamowie byli najwyższymi duchowymi autorytetami wśród gelugpów oraz przez kilka stuleci władcami Tybetu. Drugim najbardziej znanym nauczycielem linii gelug jest panczenlama.
Oprócz klasztoru Ganden głównymi ośrodkami monastycznymi są Sera, Drepung i Tashilunpo oraz ośrodki wyższych studiów tantrycznych Gyumey i Gyuto. Ośrodki gelugpów po napaści Chin na Tybet odbudowane zostały głównie w Indiach, ale również na Zachodzie i w innych krajach Wschodu. Szkoła gelug nie jest jeszcze oficjalnie obecna w Polsce.

## Nauki tradycji
Założyciel tradycji gelug, Je Tsongkhapa, wielki reformator, uczony i mahasiddha połączył wiele linii nauk najwybitniejszych ówczesnych nauczycieli tradycji, głównie z kadam, sakja, kagyu i przekaz ordynacji mnisiej według sarvastivada od tradycji ningma, bezpośrednie przekazy od Mandziuśriego oraz zreformował cały ówczesny system monastyczny. Głównym dziedzictwem gelugpów trwającym do dziś, są nauki Stopniowej Ścieżki do Oświecenia lamrim, teoria i dogłębne studia, gdzie najbardziej ceniona jest madhjamaka prasangika, techniki tantryczne tj. Tantry Jogi Najwyższej, oparte na jednoczesnej praktyce 3 jidamów: Guhjasamadża, Wadżrabhajrawa i Czakrasamwara, praktyce 6 jog Naropy, oraz kalaczakra. Oprócz tego obecnie istnieją dodatkowe przekazy tantr w gelug, np. przekaz Naro Khaczo Wadżrajogini.
W klasztorach szkoły gelug studiuje i praktykuje się na podstawie komentarzy do sześciu zbiorów nauk Je Tsongkhapy odnoszących się do kompleksowych nauk hinajany, mahajany i wadżrajany:
1. Wielka Wykładnia Stopni na Ścieżce (Lam-rim chen-mo),
2. Wielka Wykładnia Stopni Tantr Wadżrajany (sNgag-rim chenmo),
3. Eliksir Elokwencji Relatywnych i Ostatecznych Nauk (Drnng-nges legs-bshad snying-po),
4. Pochwała Współzależnej Relatywności (rTen-'brel bstodpa),
5. Przejrzysta Wykładnia Pięciu Stopni Tantry Guhyasamaja (gSang-'dus rim-lnga gsal-sgron)
6. Złoty Różaniec Nauk (gSer-phreng)

Ponadto poprzez obecność tak wybitnych mistrzów jak Pierwszy Panczenlama oraz Piąty Dalajlama w szkole gelug można również odnaleźć, co nie jest powszechnie znane, unikalne linie przekazu nauk odpowiednio gelug-kagyu mahamudra oraz dzogczen.

## Pogląd madhjamiki w praktyce wadżrajany według szkoły gelug
Szkoła gelug buddyzmu tybetańskiego uważa pogląd prasangika madhjamiki za najwyższy pogląd buddyjski na temat ostatecznej rzeczywistości. Tym niemniej w szkole gelug kładzie się nacisk na autentyczne bezpośrednie doświadczenie pustości (skt. siunjata), które możliwe jest dopiero za pomocą innych metod tj. metod wadżrajany poprzez praktykę tantr jogi najwyższej (co nie stoi również w sprzeczności z argumentacjami prasangiki). Odpowiada to szczególnie praktyce fazy spełniającej dzogrim. "Chociaż w fazie budowania (tantr Jogi Najwyższej) powiada się, że się medytuje według poglądu szkoły czittamatry, faza ta jest po to, aby doprowadzić do fazy spełniającej. W fazie spełniającej praktykuje się natomiast bezpośrednio już doświadczając "pustość" (czyli wychodząc poza konceptualne wytwory tak jak zaleca prasangika) w niekonceptualną śūnyatę jako manifestację mandali i jidamów... Zgodnie z ogólnie przyjętym ujęciem w szkole gelug, prasangika jest najwyższym filozoficznym poglądem i wszystko opiera się na niej, a jakakolwiek praktyka wadżrajany jest owocna."
Jednakże Tsongkhapa w swojej prasangice wyróżnia podział na dwie osobne prawdy - konwencjonalną oraz ostateczną, gdzie wykazuje się współzależne istnienie zgodnie z prawem przyczynowo-skutkowym karma tylko na poziomie prawdy konwencjonalnej oraz brak inherentnego istnienia tylko w stosunku do prawdy ostatecznej. Prawda konwencjonalna posiada taka samą wagę jak prawda ostateczna. W praktyce buddyjskiej zarówno prawda konwencjonalna jak i ostateczna są coraz bardziej pogłębiane w miarą rozwoju oświecenia. Brak inherentnej egzystencji utrzymywany jest, pomimo unikalności współzależnych zjawisk, początkowo tylko konceptualnie (jako jeden rodzaj konceptualności; ang. just one class of conceptuality), a na poziomach bodhisattwy poza-konceptualnie, aż do czasu doskonałego oświecenia. Podczas tego oświecenia realizuje się całkowitą współzależność wszystkich zjawisk z równoczesnym urzeczywistnieniem braku ich wrodzonej, inherentnej egzystencji. Stan ten, w którym jest jednoczesne i całkowite zjednoczenie dwóch osobnych prawd, konwencjonalnej i ostatecznej, jest dla Tsongkhapy stanem zrealizowania buddy.